# Фантастическая четвёрка в кино
Команда супергероев комиксов компании Marvel Comics Фантастическая четвёрка появилась в четырёх художественных фильмах. Сюжет сосредоточен на четырёх главных героях: Риде Ричардсе, Сью Шторм, Бене Гримме и Джонни Шторме, их адаптации к полученным суперспособностям.
В 1986 году Constantin Film купила права на экранизацию персонажей. В 1994 году был выпущен, так и не вышедший в прокат фильм «Фантастическая четвёрка». В 2004 году студия 20th Century Fox выкупила права на Фантастическую четвёрку и в 2005 году вышел крупнобюджетный фильм «Фантастическая четвёрка». В 2007 году вышло продолжение фильма, получившее название «Фантастическая четвёрка: Вторжение Серебряного сёрфера». Оба фильма получили отрицательные отзывы кинокритиков и в совокупности собрали $619 млн в мировом прокате. Разочаровавшись в кассовых сборах фильма «Фантастическая четвёрка: Вторжение Серебряного сёрфера», 20th Century Fox отменила третий фильм и потенциальный спин-офф о Серебряном сёрфере.
В 2009 году было объявлено о перезагрузке франшизы. 7 августа 2015 года был выпущен фильм «Фантастическая четвёрка», который был плохо встречен критиками и провалился в прокате. Сиквел первоначально планировался к выходу 9 июня 2017 года, но был вычеркнут из графика выхода Fox.

## Кинофильмы

### Фантастическая четвёрка (невыпущенный фильм)
Сюжет фильма сфокусирован на четырёх астронавтах, подвергшихся космическому излучению и в результате получивших экстраординарные способности.
В 1986 году Бернд Айхингер из Constantin Film приобрёл права на фильм о Фантастической четвёрке от Marvel Comics. В 1992 году Роджер Корман был нанят направить малобюджетный фильм с целью сохранения прав на персонажей. В 1994 году было объявлено, что фильм получил название Фантастическая четвёрка. В кинотеатрах был показан трейлер фильма, а актёры отправились в промотур, однако фильм так и не был показан на большом экране. По словам Бернда Айхингера, Ави Арад приобрёл права на фильм за несколько миллионов долларов.

### Дилогия Тима Стори

#### Фантастическая четвёрка (2005)
По сюжету, Рид Ричардс, Сью Шторм, Бен Гримм, Джонни Шторм и Виктор фон Дум подверглись воздействию космических лучей во время исследований на космической станции. В результате излучения, они приобрели фантастические способности, на которые у каждого из них были собственные планы.
В 1995 году Крис Коламбус был нанят 20th Century Fox, чтобы написать сценарий и направить фильм. В 1997 году Питер Сигал должен был работать над сценарием, написанным Майклом Францем и Коламбусом. В этом же году Сигал покинул проект. Филипп Мортон написал сценарий, который был переписан в 1998 году Сэмом Хэммом. В следующем году Раджа Госнелл был назначен режиссёром. О разработке фильма было объявлено в августе 2000 года, а премьера была запланирована на 4 июля 2001 года. Госнелл ушёл из проекта для работы над фильмом «Скуби-Ду». В 2001 году его заменил Пейтон Рид. Рид хотел, чтобы события фильма разворачивались в 1960-х годах, во время Космической гонки. Позже он покинул проект и режиссёром фильма был назначен Тим Стори. Съёмки фильма начались в августе в Ванкувере (Канада) и завершились в мае 2005 года. Главные роли исполнили Джессика Альба, Майкл Чиклис, Крис Эванс, Йоан Гриффит и Джулиан Макмэхон. Фильм вышел 8 июля 2005 года.

#### Фантастическая четвёрка: Вторжение Серебряного сёрфера (2007)
За основу была взята сюжетная арка The Galactus Trilogy, за авторством Стэна Ли и Джека Кирби, а также Ultimate Galactus Trilogy от Уоррена Эллиса, в частности персонаж Серебряный Сёрфер, чья космическая энергия оказала влияние на атмосферу Земли и привела к образованию массивных кратеров. На фоне предстоящей свадьбы Рида и Сью, армия США просит Фантастическую четвёрку помочь остановить Серебряного Сёрфера, объединившись с Виктором фон Думом.
Поскольку «Фантастическая четвёрка» 2005 года заработала $330.5 млн в мировом прокате, студия заключила контракт с Тимом Стори и Марком Фростом в декабре 2005 года в работе над сиквелом. Дон Пэйн был также нанят, чтобы написать сценарий к фильму. Основные съёмки начались 28 августа 2006 года в Ванкувере, Канаде. Фильм был выпущен 15 июня 2007 года.

### Фантастическая четвёрка (2015)
История о четырёх аутсайдерах, которые перемещаются в альтернативную и опасную вселенную, которая изменяет их физическую форму невероятным образом. Их жизнь уже не может быть прежней, и команда должна научиться обращаться со своими новыми способностями и работать вместе, чтобы спасти Землю от бывшего друга, ставшего их врагом.
В августе 2009 года было объявлено о перезапуске фильмов о Фантастической четвёрке в 2013 году стало известно, что первый фильм серии выйдет летом 2015 года от режиссёра Джоша Транка. В фильме снялись: Майлз Теллер в роли Рида Ричардса, Кейт Мара в роли Сью Шторм, Майкл Б. Джордан в роли Джонни Шторма, Джейми Белл в роли Бена Гримма и Тоби Кеббелл в роли Виктора фон Дума. За основу была взята концепция Ultimate Fantastic Four. Фильм был плохо принят критиками и провалился в прокате.

### Кинематографическая вселенная Marvel
14 декабря 2017 года The Walt Disney Company согласовала сделку в $52,4 млрд по покупке 21st Century Fox, включая права на «Фантастическую четвёрку» от 20th Century Fox. Генеральный директор Disney Боб Айгер заявил, что Marvel Studios планирует интегрировать Фантастическую четвёрку наряду с Людьми Икс и Дэдпулом в свою киновселенную. 20 марта 2019 года сделка в $71,3 млрд была официально закрыта.

#### Доктор Стрэндж: В мультивселенной безумия (2022)
Вариант Рида Ричардса появился в фильме кинематографической вселенной Marvel (КВМ) «Доктор Стрэндж: В мультивселенной безумия» (2022), где его сыграл актёр Джон Красински. Эта версия персонажа с Земли-838 является одновременно членом-основателем Фантастической четвёрки и членом совета Иллюминатов вместе с другими супергероями, которые отслеживают потенциальные угрозы по всей мультивселенной. Ричардс присутствует на суде над Стивеном Стрэнджем-616 (Бенедикт Камбербэтч), предупреждая его о возможном «сопряжении вселенных», которое вызвал Стрэндж из его реальности. Тем не менее, не успев принять решение о судьбе Стрэнджа-616, Иллюминаты сталкиваются с Вандой Максимофф / Алой ведьмой с Земли-616, взявшей под контроль тело своего варианта с Земли-838 для проникновения в их штаб-квартиру. Несмотря на попытки Ричардса успокоить Ванду без применения насилия, Максимофф убивает его вместе с большинством Иллюминатов.
Перед выпуском фильма Disney и Marvel Studios пытались сохранить в секрете как появление в сюжете Мистера Фантастика, так и участие Красински. Тем не менее, информация о нём и других нераскрытых Иллюминатов просочились в сеть незадолго до начала широкого проката фильма 1 мая 2022 года, посредством распространения кадров и изображений его персонажа.

#### Дэдпул и Росомаха (2024)
Вариант Джонни Шторма / Человека Факела из «Фантастической четвёрки» 2005-го года появился в фильме кинематографической вселенной Marvel (КВМ) «Дэдпул и Росомаха» (2024), где его снова сыграл Крис Эванс.

#### Громовержцы* (2025)
В сцене после титров фильма «Громовержцы*» Новые мстители получают сигнал бедствия от космического корабля с изображение цифры «4» на борту.

#### Фантастическая четвёрка: Первые шаги (2025)
В июле 2019 года на San Diego Comic-Con президент Marvel Studios Кевин Файги подтвердил, что новый фильм о Фантастической четвёрке находится в разработке студии на будущие фазы. Файги заявил, что «чрезвычайно взволнован возвращением персонажей», и уверил фанатов, что «первая семья Marvel в рамках киновселенной поднимется на ту высоту, которую заслуживает». В декабре 2020 года было объявлено, что Джон Уоттс, который ранее снял несколько фильмов о Человеке-пауке для киновселенной, станет режиссёром «Фантастической четвёрки», однако в апреле 2022 года Уоттс заявил, что покинул пост, чтобы взять перерыв от постановки супергеройских фильмов, в итоге режиссёром выступил Мэтт Шекман. «Фантастическая четвёрка: Первые шаги» стал частью шестой фазы КВМ и вышел 25 июля 2025 года. Главные роли исполнили Педро Паскаль, Ванесса Кирби, Джозеф Куинн и Эбон Мосс-Бакрак.

## Будущие проекты

### Мстители: Судный день (2026)
Основная статья: Мстители: Судный день
В июле 2022 года на Комик-коне в Сан-Диего Кевин Файги заявил о разработке ленты «Мстители: Династия Канга», первого фильма о команде после «Финала» 2019 года. В декабре 2023 года у фильма убрали подзаголовок, и пока он значится как «Мстители 5». В конце июля 2024 года фильм получил подзаголовок «Судный день». Лента выйдет в прокат в США 1 мая 2026 года. Роберт Дауни-младший вернётся в КВМ в роли Доктора Дума.

### Мстители: Секретные войны (2027)
Основная статья: Мстители: Секретные войны
В июле 2022 года на Комик-коне в Сан-Диего Кевин Файги заявил, что кульминацией Шестой фазы КВМ и всей Саги Мультивселенной, начавшейся в проектах Четвёртой фазы, станет фильм «Мстители: Секретные войны», премьера которого в США состоится 7 мая 2027 года.

## Отменённые фильмы

### «Фантастическая четвёрка 3» (продолжение дилогии Тима Стори)
Третий фильм из дилогии должен был уделить больше внимания отношениям Бена Грима и Алисии Мастерс. Джессика Альба ещё и в реальной жизни проявляла интерес к Ричардсу. Также в третьем фильма Фрэнки Рей должна была появиться как супергероиня Нова.
Разочаровавшись в кассовых сборах фильма Фантастическая четвёрка 2, 20th Century Fox отменила третий фильм.

### «Фантастическая четвёрка 4» (продолжение дилогии Тима Стори)
Тим Стори признался, что планировался и четвёртый фильм к данной франшизе, а сценарист Дон Пэйн отметил, что в фильме должны были появиться Нелюди, Скруллы, Кукловод и Аннигилус. Также возможно Фантастическая четвёрка попала бы в Негативную Зону.

### «Серебряный Сёрфер» (спин-офф дилогии Тима Стори)
Помимо продолжений основной дилогии, планировался и спин-офф про Серебряного Сёрфера. Но после провала Фантастической четвёрки 2, данный спин-офф также был отменён.

### Кроссовер с Людьми Икс
Где-то в 2011 году должен был выйти фильм кроссовер серии фильмов о Людях Икс и основной дилогии Фантастической четвёрки. Данный фильм был бы по сюжету схож с сюжетом фильма Первый мститель: Противостояние, а также в сцене после титров данного фильма должны были впервые появиться скруллы.

### «Фантастическая четвёрка 2» (продолжение фильма 2015 года)
Первоначально, задолго до премьеры оригинального ремейка, было объявлено, что сиквел планируется к выходу в прокат 14 июля 2017 года. Fox затем перенесла дату премьеры на 2 июня 2017 года, так как на прежнюю дату была назначена премьера фильма «Планета обезьян война». Впоследствии премьера была перенесена на 9 июня 2017 года, две недели спустя после выхода фильма франшизы «Звёздные войны» 26 мая 2017 года. После провальных кассовых сборов и негативных отзывов «Фантастическая четвёрка 2» была отменена.

### Фильм о Франклине и Валерии Ричардс
После кассового провала фильма «Фантастическая четвёрка» (2015) и разгромных рецензий критиков студия 20th Century Fox приступила к поиску «различных углов», с которых можно было бы по-новому взглянуть на персонажей, а не просто сделать ещё один фильм. К июню 2017 года Сет Грэм-Смит начал написание сюжета для нового фильма, который не станет очередной перезагрузкой франшизы, а сфокусируется на Франклине и Валерии Ричардс, детях членов оригинальной Фантастической четвёрки Рида Ричардса и Сью Шторм. Вдохновением для сюжета стала линейка комиксов «Современная Фантастическая четвёрка», в проект также были вписаны Существо и Человек-факел. Разрабатываемый фильм ориентировался на детскую аудиторию и по атмосфере более походил на мультфильм «Суперсемейка» (2004), чем на фильм 2015 года. В основу сценария лёг другой сценарий, который был адаптирован Картером Бланшаром из книги «Герои детского сада» Марка Миллара. Миллар ранее консультировался с Fox по поводу создания фильмов по комиксам Marvel.

### «Доктор Дум»
Во время San Diego Comic-Con International 2017 Ной Хоули рассказал о разработке сольного фильма о Докторе Думе. Актёр Дэн Стивенс подтвердил своё участие в проекте. В июне 2018 года Хоули заявил, что сценарий фильма почти закончен, но существует «небольшая неопределённость» в его судьбе: из-за занятости режиссёра в работе над другим фильмом «Люси в небесах», а также планов Disney приобрести Fox. В марте 2019 года Хоули выразил сомнение касательно дальнейшей работы над проектом, поскольку тот официально не получил «зелёный свет», однако упомянул встречу с Кевином Файги, на которой они обсуждали планы на фильм. В августе 2019 года Хоули заявил в интервью для Deadline, что больше не работает над фильмом

## Постоянные актёры и персонажи
| Персонаж                                  | Фантастическая четвёрка (невыпущенный фильм) | 20th Century Fox               | 20th Century Fox                                              | 20th Century Fox               | Кинематографическая вселенная Marvel             | Кинематографическая вселенная Marvel | Кинематографическая вселенная Marvel        | Кинематографическая вселенная Marvel | Кинематографическая вселенная Marvel |
| Персонаж                                  | Фантастическая четвёрка (невыпущенный фильм) | Фильмы Тима Стори              | Фильмы Тима Стори                                             | Фантастическая четвёрка (2015) | Четвёртая фаза                                   | Пятая фаза                           | Шестая фаза                                 | Шестая фаза                          | Шестая фаза                          |
| Персонаж                                  | Фантастическая четвёрка (невыпущенный фильм) | Фантастическая четвёрка (2005) | Фантастическая четвёрка: Вторжение Серебряного сёрфера (2007) | Фантастическая четвёрка (2015) | Доктор Стрэндж: В мультивселенной безумия (2022) | Дэдпул и Росомаха (2024)             | Фантастическая четвёрка: Первые шаги (2025) | Мстители: Судный день (2026)         | Мстители: Секретные войны (2027)     |
| ----------------------------------------- | -------------------------------------------- | ------------------------------ | ------------------------------------------------------------- | ------------------------------ | ------------------------------------------------ | ------------------------------------ | ------------------------------------------- | ------------------------------------ | ------------------------------------ |
| Рид Ричардс Мистер Фантастик              | Алекс Хайд-Вайт                              | Йоан Гриффит                   | Йоан Гриффит                                                  | Майлз ТеллерОуэн Джадж Д       | Джон Красински                                   | Упоминается                          | Педро Паскаль                               | Педро Паскаль                        | Педро Паскаль                        |
| Сьюзан Шторм Невидимая леди               | Ребекка СтаабМерседес Макнаб Д               | Джессика Альба                 | Джессика Альба                                                | Кейт Мара                      | Упоминается                                      |                                      | Ванесса Кирби                               | Ванесса Кирби                        | Ванесса Кирби                        |
| Джонни Шторм Человек-факел                | Джей АндервудФилипп ван Дайк Д               | Крис Эванс                     | Крис Эванс                                                    | Майкл Б. Джордан               |                                                  | Крис Эванс                           | Джозеф Куинн                                | Джозеф Куинн                         | Джозеф Куинн                         |
| Бен Гримм Существо                        | Карл КиарфалиоМайкл Бэйли Смит               | Майкл Чиклис                   | Майкл Чиклис                                                  | Джейми БеллИвэн Ханнеманн Д    |                                                  |                                      | Эбон Мосс-Бакрак                            | Эбон Мосс-Бакрак                     | Эбон Мосс-Бакрак                     |
| Виктор фон Дум Доктор Дум                 | Джозеф Калп                                  | Джулиан Макмэхон               | Джулиан Макмэхон                                              | Тоби Кеббелл                   |                                                  |                                      | Роберт Дауни мл.                            | Роберт Дауни мл.                     | Роберт Дауни мл.                     |
| Алисия Мастерс                            | Кэт Грин                                     | Керри Вашингтон                | Керри Вашингтон                                               |                                |                                                  |                                      |                                             |                                      |                                      |
| Норрин Радд и Шалла-Бал Серебряный Сёрфер |                                              |                                | Лоренс ФишбернГДаг Джонс                                      |                                |                                                  |                                      | Джулия Гарнер                               |                                      |                                      |
| Галактус                                  |                                              |                                | Появляется                                                    |                                |                                                  |                                      | Ральф Айнесон                               |                                      |                                      |
| Харви АлленХарви Элдер Человек-крот       |                                              |                                |                                                               | Тим Блейк Нельсон              |                                                  |                                      | Пол Уолтер Хаузер                           |                                      |                                      |

1. ↑  Красински играет варианта персонажа с Земли-838.
2. ↑  Эванс играет варианта персонажа из дилогии Тима Стори.

## Создатели
| Должность                     | Фильм                                                  | Фильм                                                          | Фильм                                                          | Фильм                                                              | Фильм |
| Должность                     | Фантастическая четвёрка (1994)                         | Фантастическая четвёрка (2005)                                 | Фантастическая четвёрка: Вторжение Серебряного сёрфера (2007)  | Фантастическая четвёрка (2015)                                     | Фантастическая четвёрка: Первые шаги (2025)                                                                       |
| ----------------------------- | ------------------------------------------------------ | -------------------------------------------------------------- | -------------------------------------------------------------- | ------------------------------------------------------------------ | --- |
| Режиссёр                      | Олей Сэссон                                            | Тим Стори                                                      | Тим Стори                                                      | Джош Транк                                                         | Мэтт Шекман |
| Продюсер(ы)                   | Стивен Рэбинер                                         | Ави Арад Бернд Айхингер Ральф Уинтер                           | Ави Арад Бернд Айхингер Ральф Уинтер                           | Саймон Кинберг Мэттью Вон Хатч Паркер Роберт Кулзар Грегори Гудман | Кевин Файги |
| Исполнительный(е) продюсер(ы) | Роджер Корман Бернд Айхингер Гленн Гарлэнд Ян Кикумото | Стэн Ли Кевин Файги Крис Коламбус Марк Рэдклифф Майкл Барнатан | Стэн Ли Кевин Файги Крис Коламбус Марк Рэдклифф Майкл Барнатан | Стэн Ли                                                            | Луис Д'Эспозито Грант Кёртис Ник Пепин Тим Льюис Джейми Кристофер                                                 |
| Сценарист(ы)                  | Крэйг Дж. Невиус Кевин Рок                             | Майкл Франц Марк Фрост                                         | Сценарий: Дон Пэйн Марк Фрост Сюжет: Джон Турман Марк Фрост    | Джереми Слейтер Саймон Кинберг Джош Транк                          | Сценарий: Джош Фридман Эрик Пирсон Джефф Каплан Йен Спрингер Сюжет: Эрик Пирсон Джефф Каплан Йен Спрингер Кэт Вуд |
| Композитор(ы)                 | Дэвид Вурст Эрик Вурст                                 | Райан Кабрера Джон Оттман                                      | Райан Кабрера Джон Оттман                                      | Марко Белтрами Филип Гласс                                         | Майкл Джаккино |
| Оператор-постановщик          | Марк Парри                                             | Оливер Вуд                                                     | Ларри Блэнфорд                                                 | Мэттью Дженсен                                                     | Джесс Холл |
| Редактор(ы)                   | Гленн Гарлэнд                                          | Уильям Хой                                                     | Уильям Хой Питер С. Эллиот                                     | Эллиот Гринберг Стивен Э. Ривкин                                   | |

## Издания
20th Century Fox Home Entertainment выпустила фильмы «Фантастическая четвёрка» и «Фантастическая четвёрка: Вторжение Серебряного сёрфера» на Blu-ray и DVD-носителях. Также фильмы были частью DVD и Blu-Ray сборников:
| Название                                                   | Формат  | Дата выхода      | Фильмы | Ссылка |
| ---------------------------------------------------------- | ------- | ---------------- | --- | ------ |
| Fantastic Four 2-Movie Collection                          | DVD     | 2 октября, 2007  | Фантастическая четвёрка (2005), Фантастическая четвёрка: Вторжение Серебряного сёрфера                                                                        | [ 52 ] |
| The Ultimate Heroes Collection                             | DVD     | 16 октября, 2007 | Сорвиголова, Электра, Фантастическая четвёрка (2005), Люди Икс                                                                                                | [ 53 ] |
| Marvel Heroes                                              | DVD     | 13 мая, 2008     | Сорвиголова, Электра, Фантастическая четвёрка (2005), Фантастическая четвёрка: Вторжение Серебряного сёрфера, Люди Икс, Люди Икс 2, Люди Икс: Последняя битва | [ 54 ] |
| Blu-ray 3-Pack                                             | Blu-ray | 18 ноября, 2008  | Сорвиголова, Фантастическая четвёрка (2005), Фантастическая четвёрка: Вторжение Серебряного сёрфера                                                           | [ 55 ] |
| 20th Century Fox Triple Feature                            | DVD     | 1 июня, 2010     | Сорвиголова, Фантастическая четвёрка (2005), Люди Икс | [ 56 ] |
| 20th Century Fox Double Feature                            | DVD     | 5 октября, 2010  | Фантастическая четвёрка (2005), Люди Икс | [ 57 ] |
| 20th Century Fox Triple Feature                            | DVD     | 5 октября, 2010  | Сорвиголова, Электра, Фантастическая четвёрка (2005) | [ 58 ] |
| Fantastic Four / Fantastic Four: Rise of the Silver Surfer | Blu-ray | 15 мая, 2012     | Фантастическая четвёрка (2005), Фантастическая четвёрка: Вторжение Серебряного сёрфера                                                                        | [ 59 ] |

## Релиз

### Кассовые сборы
| Фильм                                                  | Дата выхода    | Дата выхода    | Кассовые сборы | Кассовые сборы | Кассовые сборы | Бюджет   | Прим.  |
| Фильм                                                  | США            | Мир            | США и Канада   | Другие страны  | Весь мир       | Бюджет   | Прим.  |
| ------------------------------------------------------ | -------------- | -------------- | -------------- | -------------- | -------------- | -------- | ------ |
| Фантастическая четвёрка (2005)                         | 8 июля 2005    | 6 июля 2005    | $154 696 080   | $175 883 639   | $330 579 719   | $100 млн | [ 60 ] |
| Фантастическая четвёрка: Вторжение Серебряного сёрфера | 15 июня 2007   | 13 июня 2007   | $131 921 738   | $157 126 025   | $289 047 763   | $130 млн | [ 61 ] |
| Фантастическая четвёрка (2015)                         | 7 августа 2015 | 5 августа 2015 | $56 117 548    | $111 860 048   | $167 977 596   | $120 млн | [ 62 ] |
| Всего                                                  | Всего          | Всего          | $342 735 366   | $444 869 712   | $787 605 078   | $350 млн |        |

Серия фильмов о Фантастической четвёрке является четвёртой самой кассовой серии фильмов, основанных на Marvel Comics после Кинематографической вселенной Marvel, серии фильмов о Человеке-пауке и серии фильмов о Людях Икс, заработав в сумме $342 млн в Северной Америке и более $787 млн во всём мире.

### Критика
| Фильм                                                  | Rotten Tomatoes     | Metacritic       | CinemaScore |
| ------------------------------------------------------ | ------------------- | ---------------- | ----------- |
| Фантастическая четвёрка                                | 33 % (9 рецензий)   |                  |             |
| Фантастическая четвёрка (2005)                         | 27 % (211 рецензий) | 40 (35 рецензий) | B           |
| Фантастическая четвёрка: Вторжение Серебряного сёрфера | 37 % (169 рецензий) | 45 (33 рецензии) | B           |
| Фантастическая четвёрка (2015)                         | 9 % (252 рецензии)  | 27 (40 рецензий) | C−          |

На сегодняшний день ни один из фильмов о Фантастической четвёрке не был положительно оценен критиками. Скотт Вейнберг из eFilmCritic раскритиковал сюжет, диалоги, костюмы главных героев и визуальную составляющую фильма 1994 года.
Режиссёр фильма 2015 года Джош Транк раскритиковал собственное творение в своём аккаунте на Twitter, переложив вину на студию. Позже он удалил сообщение.